# Molnár János (postamérnök)
Molnár János (Budapest, 1896. november 8. – Budapest, 1979. december 10.) műszaki kutató. Tevékeny munkát vállalt a rádió és TV fejlődésében nem csak hazánkban, hanem külföldön is.

## Ifjúkora és tanulóévei
Dunántúli családból származott, Budapesten született szegény körülmények közé negyedik gyerekként. Az elemit kitűnőként végezte. A Fasori Evangélikus Gimnáziumba került rossz anyagi helyzete ellenére, társait korrepetálta, emellett szerette a természetet járni, nyáron vidéken „tanított”. A gimnáziumot kitűnő eredménnyel végezte, tanáraival később is fenntartotta a kapcsolatot.
A Budapesti Tudományegyetem bölcsészkarára fizika-matematika szakra iratkozott. Anyagi helyzete ebben az időben stabilizálódott (az ekkor képzett bankbetéttel vészelte át a család a nehéz időket). 1915-ben besorozták, Galíciába került, kiváló tisztként működött: emberei szerették, sokukkal a háború után is tartotta a kapcsolatot.  1918-ban került vissza – katonaként tanulmányi szabadság keretében – az egyetemre, decemberben pedig leszerelt. Anyagilag megszorult, tanított egy gimnáziumban és közben maga is tanult. A forradalmi eszmék magukkal ragadták, diáktársainak tartott előadásokat a baloldaliságról, az Oktatási Népbizottság összekötője lett. Belépett a Vörös Hadseregbe, Sashegynél teljesített szolgálatot.
A kommün bukása után bujkálnia kellett a Népligetben, majd egy angol kutatócsoporttól antant védettséget jelentő igazolványt kapott. Később otthagyta ezt a pszichológiai kutatást, mert pénzre volt szüksége: a Posta Teréz Telefonközpontjába került a Nagymező utcába, de tudása miatt kirúgták. Ekkoriban foglalkozott a kivándorlás gondolatával, útlevelet és hajójegyet szerzett az USA-ba, mégsem ment el.
A Posta Kísérleti Állomására került, ahol hamar a rádiózás felé fordult és tehetsége miatt itt is megtűrt személlyé vált. Tudásával előadásokat tartott az egyetemen, ahova '19-es múltja miatt ismét be kellett iratkoznia, majd 1926-ig kiváló eredménnyel végzett (diplomamunkájánál azonban majdnem lebukott, mert egyik volt tanára felismerte).

## Rádiózással kapcsolatos tevékenysége
Részt vett az első jó minőségű magyar rádióvevő, a Neutrodyn megalkotásában. Kollegáival a Gyáli útról indították el az első kísérleti rádió adást Magyarországon. Egy nemzetközi siker (Bécs szerint a budapesti adás zavarja az ő frekvenciájukat, holott Molnár megállapította, hogy ez pont fordítva van és ezt független mérőcég is megerősítette) megalapozta tekintélyét, Berlinbe is meghívták, hogy ismertesse saját mérési technikáját, mely sokkal pontosabb volt, mint a korban bármelyik másik. Fentiek folyományaképp a Nemzetközi Rádió Unió az országot bízta meg a tőlünk keletre eső területek frekvenciavitájának döntőbírájaként. 1927-ben a como-i világkiállításon megszervezte a magyar részvételt és prezentálta az ország hozzájárulását a villamosság fejlődéséhez. 1938-ban kitüntetést is kapott ezen munkájáért. Az 1924-ben induló Magyar Rádió Újság műszaki tanácsadó rovatának szerkesztője, rengeteget segített személyesen is a rádióamatőröknek.
Érdeklődése nem korlátozódott csak a rádióra: vizsgálta a baktériumok viselkedését rövidhullámú besugárzásoknál, szívesen olvasott külföldi klasszikus irodalmat eredeti nyelven, járt Svéd- és Finnországban, ahol állást ajánlottak neki. Tanított 1927-től a Posta rádiótávírdász tanfolyamán, 1931-től a Budapesti Villámfelszerelő Ipartestületben, szakkönyveket írt (legsikeresebb a Rádiósok könyve), megszervezte a Rádió Könyvtárat 1928-ban, 1930-ban megalapította a RÖSz-t (Rádiómérnökök Önkéntes Szervezetét), ez 1942-ig működött. 1931-ben a Nemzetközi Rádió Unió Budapesten tartotta ülését, rengeteg emberrel találkozott itt, sok nemzetközi kapcsolatot épített ki. Horthy-val 1929-től többször is találkozott, mindig a legkorszerűbb rádióvevőt vitte vagy tartotta karban a várban vagy Kenderesen. Nem volt jó véleménnyel a kormányzóról, alkalmatlan embernek tartotta, aki tanácsosai nélkül semmibe sem fog bele… mikor intellektusát ezek a tanácsadók megismerték, többé nem is engedték Horthy közelébe, nehogy valami okosat mondjon neki. Rómába akarták küldeni, mert az olasz király is akart egyet a kormányzó kiváló rádiójából, de Molnár tudta, hogy ott messze nem lenne olyan jó a vétel, mint a várban, így kibújt a feladat alól. Részt vett a fejlődő magyar tengerészet rádiókkal való felszerelésében és kiképzésében és ezt az állását egészen 1967-ig megtartotta. Anyagilag stabil helyzetbe került, Balatonakarattyán nyaralót építtetett és részt vett az ottani üdülőtelep irányításában is. 1933-ban megnősült, felesége Tordy Margit, Pestszentlőrincen vettek telket és Molnár saját tervei alapján építkezett. Három gyermeke született (Mária, Éva, György), mindhárom kiválóan tanult. Családi élete biztos hátteret biztosított további munkáihoz: akusztikai kutatásokat végzett, Tárnokon felújította a rádióadót, repülőtéri irányadókon dolgozott, olcsó telepes népvevőt fejlesztett ki, a dunai hajókat rádióval látta el, orvosi műszereket tervezett és szabványokat vezetett be, szabadalmakat nyújtott be. Megalapította a Rádióamatőr című szaklapot, majd a Rádió technika című újságot, amikre példátlan érdeklődés volt: átlag napi 20-70 levélre válaszolt, emellett tehetségkutató versenyeket szervezett és külföldi szaklapokkal is kapcsolatban állt.

## A II. világháború alatt
1941-től a háború éreztette hatásait, egyre fokozódott a közismert Molnáron a jobboldali nyomás: többször felszólították jobboldali szervezetek, hogy csatlakozzon hozzájuk, illetve meg is zsarolták baloldali múltjával, de nem engedett. 1944: a német bevonulás után áprilisban betiltották a Rádió Technika újságot, mert a szerkesztőség megtagadta az együttműködés. 1943-ban egy besugárzó berendezéssel megmentette lánya életét, aki súlyos sebet kapott, az eszköz tömeggyártására azonban nem volt lehetőség. A sűrűsödő bombázások elől a lőrinci ház pincéjébe húzódtak és a szomszédokat is befogadták, majd később Akarattyára mentek, de Molnár visszautazott Pestre, ahol a Posta Kísérleti állomására is óvóhelyet épített munkatársaival megmentve ezzel közülük nem egyet, mikor az épületet lebombázták; zsidókat is bújtatott, sőt egyszer kofferes rádiója segítségével Székesfehérvár közelében egy vonatot is megmentett a bombázástól (ezután biciklivel járt Akarattyára). 1944-ben az akkor már 48 éves családfőt katonai szolgálatra hívták, de nem vonult be, Balatonakarattyára ment, de azt is ki akarták üríteni a németek, így nekik is menniük kellett nyugatra. Révfülöpön talált szállást, egy rádióval fizetett érte, de mikor ide is német katonákat telepítettek, harmadszor is menekültek egy elhagyott villába többed magukkal. Beköszöntött a tél, ekkoriban rádiójavításból élt kilétét titokban tartva, fizetségként élelmet kérve. Az orosz bevonulással új korszak kezdődött az életében.

## 1945 után
Először a Révfülöpön felállított hadikórházban volt tolmács, később technikus. A helyben megalakuló Kommunista pártba első között lépett be. Családjával visszaköltözött Budapestre, de lakásába nem akarták visszaengedni és csak hossza huzavona után költözhetett be ismét Lőrinci házába, amit teljesen kifosztottak. Szerencsére elkerülte a B listát, így újra munkát kaphatott, munkaidőn kívül pedig vidékieknek javított rádiókat élelemért cserébe, amit szétosztott (később az egyetemi faliújságon kenyeret osztogató alaknak ábrázolták). Az inflációval küzdve most már 8 embert kellett eltartania, reggel hattól este tizenegyig dolgozott, miközben több ismerőse és pályatársa éhen halt vagy öngyilkos lett A következő években nagy szerep jutott a kerti veteményesnek, illetve külföldről ketten is segítették őt néha egy-egy csomaggal. 1945-46-ban 600-nál is több levelet kapott régi olvasóitól és újraindult a Rádió Technika újság is. 1950 végén elvették tőle a lapot és anyagi helyzete megint megrendült, ennek ellenére tevékenyen dolgozott: elkészítette például a rendőrség rádió adó-vevő buszának berendezését, a Népstadion hangosításának elvét, a vezetékes TV adás továbbításának elméleti megoldását, a Parlamentbe pedig tolmácsberendezést telepített. Ebben az időben nem megbízásokat, hanem parancsokat kapott leginkább, pénzt sosem utaltak ki neki, szabadalmait sem vették be, folyamatos rágalmazásoknak volt kitéve múltja miatt. 1952-ben a Szovjetunióba utazott tanulmányútra, rádió és TV kutatásokat tanulmányozott. 1954-től már csak napi 14 órát kellett dolgoznia, emberileg megtört, optimizmusát lassan feladta és magába fordult. Dolgozott társadalmi munkában, a Postás Szakszervezetben, külön megbízatásokat is kapott és a TV-vel kapcsolatos problémák egy része is rá hárult (neki kellett megoldania a pécsi TV adó műsorral való ellátását a Széchenyi-hegyi nagyadóból). A postán már olyan súlyos támadásoknak volt kitéve, hogy a párttól kért segítséget, de nem kapott. 1960-ban kérte először nyugdíjazását, majd végül 1962-ben hagyta ott munkahelyét

## Nyugdíjas évei
A nyugdíj számára menekülés volt, nem akarta feladni aktív életét. Egyetlen elégtételt a munkájáért kapott kitüntetések jelentettek, amikhez azonban sosem járult anyagi juttatás. Nyugdíjas éveiben is folytatta egypár tevékenységét: 1967-ig a tengerészképző tanfolyamon tanított, közben a rendőrségnél, a Puskás Tivadar Technikumban, a Mérnök Továbbképző Intézetben, a Budapesti Műszaki Egyetemen, illetve 45 után 9 könyve is megjelent, egyikben a TV történetét írta meg. Szabadidejében iratait kezdte rendezgetni, ismerőseivel, munkatársaival vette fel a kapcsolatot, majd munkái fogyatkozásával társadalmi kapcsolatai is megszakadtak. Unokáit okította, a kertet gondozta, tyúkokat is tartott. A hetvenes évektől ezekkel is felhagyott, emlékeibe temetkezett. 1977-ben felesége szívinfarktusban meghalt, ettől kezdve foglalkozott az öngyilkosság gondolatával, amit azonban erkölcsi okokból elvetett, így inkább megfosztotta szervezetét a fehérjebeviteltől, amitől amúgy jó fizikai állapota rosszra fordult és mások ápolására szorult, amit nehezen viselt, így végül már minden ételt visszautasított, és 1979 december 10-én 83 éves korában elhunyt. A pestlőrinci temetőben nyugszik felesége mellett.